# Liménas Chersoníssou
Liménas Chersoníssou, en grec moderne : Λιμένας Χερσονήσου, qui se traduit en français : port de Chersoníssou, est un village côtier du dème de Chersónissos, dans le district régional de Héraklion, de la Crète, en Grèce. Selon le recensement de 2001, la population de Liménas Chersoníssou compte 2 908 habitants.
Les vestiges archéologiques de Chersonissos (en), port de la cité antique de Lyctos, sont situés à proximité de la localité.